# Xanthippus corallipes
Xanthippus corallipes is een sprinkhaan die voorkomt in het westen van de Verenigde Staten. De soort voedt zich  met 22 verschillende grassoorten. Levend wegen ze 607 mg voor mannetjes  en 1352 mg voor vrouwtjes. 